# Cybersquattage
Le cybersquattage ou cybersquat (en anglais, cybersquatting) est une pratique consistant à enregistrer un nom de domaine correspondant à une marque, avec l'intention de le revendre ensuite à l'ayant droit, d'altérer sa visibilité ou de profiter de sa notoriété.
Certaines lois locales ou jurisprudences considèrent cela comme une extorsion et/ou du parasitisme. Le cybersquattage est également une tactique de culture jamming.

## Les noms de domaine
Un nom de domaine est une « chaîne de caractères structurée, permettant la localisation et l'accès à un site Internet en évitant le recours à l'adresse IP ». Afin d'assurer que chaque nom de domaine soit unique, L'ICANN (« Internet Council for Assigned Names and Numbers ») enregistre chaque instance accréditée. Il délègue la gestion des extensions de premier niveau, tels que ".fr" pour la France, ou ".be" pour la Belgique, aux organismes nationaux. En France, le ministre de culture et communication a désigné l'Association française pour le nommage Internet en coopération (Afnic) sur le fondement de l'article L. 45 du Code des postes et de communications électroniques. Ce même code, dans son article L. 45-1 prévoit que l'attribution se fait « dans l'intérêt général selon des règles non discriminatoires et transparentes, garantissant le respect de la liberté de communication, de la liberté d'entreprendre et des droits de propriété intellectuelle ».
Entre 1999 et 2003, l'Organisation mondiale de la propriété intellectuelle (OMPI) recense plus de 20 500 plaintes sur les litiges relatifs aux noms de domaines. Selon l'OMPI, sur cette période, les cybersquatteurs proviennent des USA (44%) du Royaume-Uni (9,4 %), de l'Espagne (6 %), de la République de Corée (5,2 %) et du Canada (3,9 %).

## Cas médiatiques
En ont été victimes par exemple Framatome, la ville de Saint-Tropez, ou SFR. Ce dernier cas, jugé au tribunal de Nanterre en 1999, a vu le juge donner raison, comme souvent dans ces affaires-là, à l'opérateur téléphonique contre la société W3 Systems. On peut rappeler qu'en plus d'avoir réservé le nom sfr.com, le cybersquatteur redirigeait les internautes vers itineris.com (Itineris), le concurrent principal de SFR.
Le 6 septembre 2006, c'est Karl Zéro, qui après avoir annoncé son site leweb2zero.com dans un podcast chez Loïc Le Meur se voit prendre le nom de domaine convoité et ses dérivés faute de les avoir réservés avant d'en parler.
On désigne sous corporatesquatting, le cybersquattage pratiqué par de grandes entreprises consistant à l'enregistrement massif des noms ou des marques sur Internet afin de s'en approprier l'usage exclusif, bien qu'ils appartiennent et sont déjà utilisés par des personnes physiques ou des petites entreprises.
Il s'agit ensuite de contraindre les ayants droit à en abandonner l'usage, par différents moyens de pression dont des assignations agressives devant les tribunaux (que les ayants droit n'ont bien souvent pas les moyens de financer). L'objectif final est d'obtenir l'usage exclusif du nom ou de la marque. La loi sur les marques, c’est-à-dire de protection des marques, étant « au-dessus » des pratiques visant à utiliser un nom sans en avoir le droit.[réf. nécessaire] Le premier qui inscrit une marque sur internet se voit propriétaire du chemin qui mène vers l'espace (c’est-à-dire le site), si espace alloué il y a, mais celui qui possède la vraie propriété sur le nom a en tout état de cause aux yeux de la justice, la réelle propriété du nom.
Dans le cas où il n'y a pas d'espace alloué, le plaignant doit prouver que celui qui a acheté ce nom l'a fait dans l'intention de nuire au propriétaire de la marque. Si ce n'est pas le cas, le plaignant argue en général, s'il souhaite poursuivre sa plainte, que la non-utilisation de la marque lui porte préjudice. On peut rentrer ainsi dans plusieurs complications que les grandes corporations utilisent pour recouvrer leur droit sur la propriété d'un nom.
Une dérivée du cybersquattage (appelé typosquattage) consiste à enregistrer des noms de domaine avec une coquille (par exemple wwikipedia.fr). Certains sites enregistrent ainsi ces noms de domaine pour éviter de se les faire « voler » (gogole.com pour google.com par exemple).
Il existe aussi une forme engagée du cybersquattage qui permet d'exprimer son mécontentement envers une entreprise ou une organisation, par exemple le www.front-national.fr pointait autrefois vers le site de Sos Racisme ou le www.u-m-p.fr qui pointe vers le site AntiSarko ou encore www.ft1.fr qui pointe vers diverses pages web qui concernent Tf1.

## Buts poursuivis par les cybersquatteurs

### Spéculation au nom de domaine
Le cybersquatteur achète un nom de domaine très percutant ou gênant en vue de faire du chantage auprès de l'ayant-droit, pour que celui-ci achète le nom de domaine au cybersquatteur à un tarif élevé.

### Page parking
Le nom de domaine contient des liens sponsorisés qui rapportent des revenus au cybersquatteur. Idéalement, les liens sponsorisés sont en rapport avec le thème de la marque parasitée.

### Commerce en ligne
Le nom de domaine pointe vers une boutique vendant généralement des produits similaires au commerçant dont la marque est cybersquattée. Il s'agit souvent de produits de contrefaçon, le cybersquatteur reprenant les repères visuels de la boutique officielle.
Cette pratique s'apparente à l'hameçonnage car il s'agit de piéger le consommateur en usurpant l'identité d'un tiers.

### Nuisance à la marque
Le site fait passer un message péjoratif ou dénigrant à l'égard de la marque.

### Revendication militante ou politique
Le détournement de nom de domaine est aussi utilisé pour occuper l'espace médiatique avec un objectif de revendications sociales ou politiques. Pour exemple en 2011, des étudiants québécois ont lutté contre une hausse des frais de scolarité en utilisant le nom de domaine linebeauchamp.com. en référence à la ministre de l'Éducation Line Beauchamp, qui portait cette réforme.

## Actions contre le cybersquattage

### France
En France, le cybersquattage n'est pas passible de sanctions pénales, seules des actions civiles sont envisageables.
Les actions les plus courantes concernent en atteinte à une marque (propriété intellectuelle) ou encore parasitisme. Des actions peuvent respectivement être portées devant le tribunal de grande instance (TGI) ou le tribunal de commerce dans le cas de conflit entre commerçants.
Le TGI est seul compétent en matière de marques, de droit d'auteur, et de dessin ou modèle. La loi n°2007-1544 du 29 octobre 2007 de lutte contre la contrefaçon a modifié des dispositions du code de la propriété intellectuelle dans ce domaine. Le décret n°2009-1205 du 9 octobre 2009 a fixé ces règles de compétences, reprises par le code de l'organisation judiciaire : 9 TGI sont expressément désignés par le tableau inséré à l'article 3 de ce décret comme compétents en matière de marques, d'indications géographiques, et indirectement de noms de domaine si ceux découlent de ces matières.

### Belgique
En Belgique, le cybersquattage est défini par la loi du 26 juin 2003 relative à l'enregistrement abusif des noms de domaine.
Cette loi présente une première série de conditions: il doit y avoir "ni droit ni intérêt légitime à l'égard" du nom de domaine enregistré en plus du fait que l'enregistrement doit être fait "dans le but de nuire à un tiers ou d'en tirer indûment profit".
En suite, elle définit les noms de domaines concernés:
- « un nom de domaine qui soit est identique » : exemple-de-domaine.be si exemple-de-domaine.com est déjà enregistré ;

ou:
- « soit ressemble au point de créer un risque de confusion » : c0ca-c0la.com pour coca-cola.com ;
- « à une indication géographique ou une appellation d'origine » : www.geneve.ch/police pour www.geneve-police.ch ;
- « à une œuvre originale, à une dénomination sociale ou dénomination d'une association, à un nom patronymique ou à un nom d'entité géographique appartenant à autrui » : googlle.com pour google.com.

### Procédure extrajudiciaire
Les organismes qui gèrent les noms de domaines (registres) et les parties prenantes (titulaire du nom de domaine et ayant droit sur la marque) étant souvent de nationalités multiples d'une part, et les procédures judiciaires étant longues et couteuses d'autre part, l'ICANN a mis au point une procédure extrajudiciaire permettant au plaignant de recourir devant le registre pour récupérer un nom de domaine : la procédure UDRP. Cette procédure est payante et la décision est à la discrétion du registre. Une décision judiciaire ultérieure prévaudra cependant sur la décision UDRP.